# 3 (キリンジのアルバム)
『3』は日本のバンド・キリンジの3枚目のアルバム。
2000年1月19日にCDアルバムとして、ワーナーミュージック・ジャパンより発売。その後、2014年と2018年にリマスター版、2016年にアナログ盤が発売された。
ジャケットは水に油を混ぜたものを顔面にスプレーしオイリーに仕上げたメンバー二人のアップ写真。デザインはグラフィックアーティストの伊藤桂司。
リリース時は大きなヒットとはならなかったが、収録曲「エイリアンズ」が多くのアーティストにカバーされたりCMに使用されたりしたことにより、再び注目を集める作品となっている。

## 収録曲
| #         | タイトル                   | 作詞      | 作曲      | 時間  |
| --------- | -------------------------- | --------- | --------- | ----- |
| 1.        | 「グッデイ・グッバイ」     | 堀込泰行  | キリンジ  | 5:25  |
| 2.        | 「イカロスの末裔」         | 堀込高樹  | 堀込高樹  | 5:38  |
| 3.        | 「アルカディア」           | 堀込泰行  | 堀込泰行  | 5:26  |
| 4.        | 「車と女」                 | 加藤丈文  | 堀込高樹  | 5:02  |
| 5.        | 「悪玉」                   | 堀込高樹  | 堀込高樹  | 6:04  |
| 6.        | 「エイリアンズ」           | 堀込泰行  | 堀込泰行  | 6:04  |
| 7.        | 「Shurrasco ver.3」        |           | 堀込高樹  | 3:04  |
| 8.        | 「むすんでひらいて」       | 堀込泰行  | 堀込泰行  | 5:39  |
| 9.        | 「君の胸に抱かれたい」     | 堀込高樹  | 堀込高樹  | 4:17  |
| 10.       | 「あの世で罰を受けるほど」 | 堀込泰行  | 堀込泰行  | 4:33  |
| 11.       | 「メスとコスメ」           | 堀込高樹  | 堀込高樹  | 5:38  |
| 12.       | 「サイレンの歌」           | 堀込泰行  | 堀込泰行  | 5:32  |
| 13.       | 「千年紀末に降る雪は」     | 堀込高樹  | 堀込高樹  | 7:10  |
| 合計時間: | 合計時間:                  | 合計時間: | 合計時間: | 69:32 |